# Chalet Bouchina

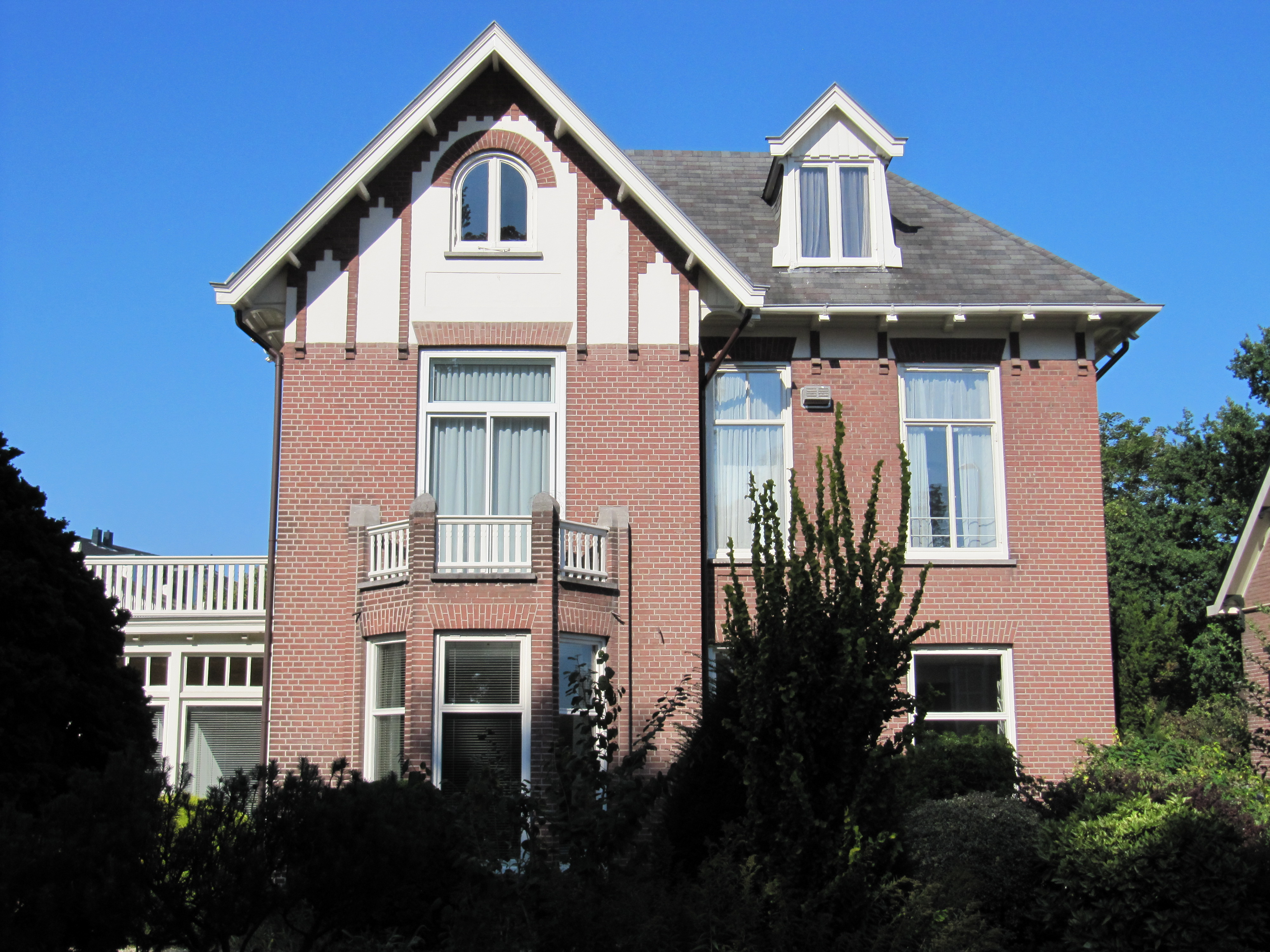
Chalet Bouchina

Chalet Bouchina era una casa de internamiento en la ciudad neerlandesa de Doetinchem donde los alemanes mantuvieron a 9 personas judías durante la Segunda Guerra Mundial, con el sentido de proteger a aquellos 'presos'. La gente internada había conseguido una cierta importancia en los Países Bajos y Alemania antes de la guerra, y de allí que el alemán les ayudó a sobrevivir un tiempo.
Aunque, existiera también la táctica detrás del proyecto, que era la parte del Plan Frederiks. Los Nazis pensaron que, si hubiera una posibilidad de formar parte del Plan Frederiks, los Judíos tratarían de tomar aquella posibilidad, en lugar de esconderse lejos de las deportaciones a campos como Auschwitz. Usando esta táctica, los alemanes detuvieron a muchos Judíos. Esta casa fue utilizada como tapadera para detener a miembros judíos neerlandeses.
Los presos de Chalet Bouchina fueron internados el 27 de febrero de 1943 y fueron transportados a Theresienstadt el 21 de abril del mismo año.
Además, en Barneveld, (un par de millas de distancia de Doetinchem) los alemanes usaron el castillo 'De Schaffelaar', y la casa 'De Biezen', para el mismo objetivo. Los aproximadamente 600 presidiarios de Barneveld fueron elegidos por el secretario general Frederiks, que tenía también en el control del Chalet Bouchina.

## Investigación
Un investigador neerlandés ha estado buscando el emplazamiento del Chalet Bouchina durante mucho tiempo. Su sitio Web era VillaBouchina.nl.
- Datos: Q493578
- Multimedia: Villa Bouchina / Q493578